# جورج إي. يبرش
جورج إي. يبرش (بالإنجليزية: George E. Burch)‏ هو طبيب قلب أمريكي، ولد في 10 يناير 1910 في إدجارد في الولايات المتحدة، وتوفي في 15 أبريل 1986 في نيو أورلينز في الولايات المتحدة.